# Луна де Жос (Клуж)
Луна де Жос (рум. Luna de Jos) насеље је у Румунији у округу Клуж у општини Дабака. Oпштина се налази на надморској висини од 283 m.

## Становништво
Према подацима из 2002. године у насељу је живело 799 становника.

### Попис2002.
| Расподела становништва по националности 2002.‍ | Расподела становништва по националности 2002.‍ | Расподела становништва по националности 2002.‍ | Расподела становништва по националности 2002.‍ | Расподела становништва по националности 2002.‍ |
| --------------------------------------------- | --------------------------------------------- | --------------------------------------------- | --------------------------------------------- | --------------------------------------------- |
|                                               |                                               |                                               |                                               |                                               |
| Румуни                                        | Румуни                                        |                                               | 602                                           | 75,5%                                         |
| Мађари                                        | Мађари                                        |                                               | 115                                           | 14,4%                                         |
| Роми                                          | Роми                                          |                                               | 80                                            | 10,0%                                         |